# Osso occipital
O osso occipital, Os occipitale em latim, é um osso ímpar, mediano, simétrico e plano (chato) localizado na região posterior e média do crânio, formando a base deste e a parte posterior da calota craniana.

## Localização e posição anatômica
Na região póstero-inferior do crânio, formando a base deste e a parte posterior da calvária e cavidade craniana. Sua face côncava está voltada anteriormente, o forame magno é quase horizontal, seus côndilos estão voltados inferiormente e a protuberância occipital externa está situada na base do crânio, externamente.

## Estrutura e acidentes ósseos
Possui o formato de um segmento de esfera cujas bordas formam um romboide. Em seu terço anterior se localiza o forame magno. A posição deste permite dividir o osso em quatro porções: Porção basilar (anterior); duas porções laterais e uma porção posterior denominada escama. Apresenta duas faces, uma côncava (interna ou endocranial) e outra convexa (externa ou exocranial).

### Forame magno
Grande abertura na superfície inferior por onde a medula espinal passa.

### Básio
Ponto limítrofe da margem anterior do forame magno.

### Opístio
Ponto limítrofe da margem posterior do forame magno.

### Côndilos
Processos arredondados situados ântero-lateralmente nas margens do forame magno. Se articulam com o Atlas.

### Canal condilar
Canal inconstante para veia emissária localizado posteriormente aos côndilos, na fossa condilar posterior.

### Canal do nervo hipoglosso
Situado superior e medialmente a cada côndilo, na fossa condilar anterior. É por onde passa o nervo hipoglosso.

### Fossa condilar anterior
Anterior aos côndilos. O canal do nervo hipoglosso se abre em seu fundo.

### Fossa condilar posterior
Depressão posterior aos côndilos. Recebe a margem posterior da faceta superior do Atlas quando a cervical é estendida. Seu assoalho é às vezes perfurado pelo canal condilar.

## Articulações
Articula-se com os ossos:
- Parietais, através da sutura lambdóidea (occipitoparietal ou parietoccipital);[28][14]
- Temporais, através das suturas occipitomastóidea, petrojugular e petrobasilar;[14][29][30]
- Esfenoide, através da sutura esfenobasilar (ou esfenoccipital);[14][31][32][33]
- Atlas, através da articulação atlantoccipital.[33][13]

## Imagens
- Occipital em destaque no crânio. Vista em 360°.
- Superfície interna sem o frontal e o parietal.
- Acidentes ósseos (em inglês). Superfície interna.
- Acidentes ósseos (em inglês). Vista inferior.
- Acidentes ósseos (em inglês). Vista póstero-inferior.
- Protuberância occipital interna (em vermelho). Vista superior. Parietais removidos.
- Protuberância occipital externa (em vermelho). Vista em 360°.
- Côndilos (em vermelho). Vista inferior.
- Sutura lambdoide separando o osso occipital do osso parietal.
- Sutura occipitomastoidea separando o osso occipital do mastoide do osso temporal.
- Corte sagital do crânio. O osso occipital está a direita, em azul.
- Base do crânio. Superfície superior. O osso occipital está, no fundo, em azul.
- Base do crânio. Superfície inferior.
- Membrana tectória, transversal e ligamentos alares.
- Secção sagital mediana através do osso occipital e das três primeiras vértebras cervicais.
- Parte superior da medula espinal e partes posteriores e mediais do encéfalo; aspecto posterior, expostos in situ.
- Músculos da faringe, visto por trás, juntamente com os vasos e nervos associados.